# Östergötlands runinskrifter Fv1999;177
Ög Fv1999;177 är en medeltida ( b 1300-t) paxtavla av valrosstand i Lönsås kyrka, Lönsås socken och Motala kommun.
Tavlan påträffades vid 1998 utgrävningar strax utanför långhusets sydvägg på ett djup av 1,20 m under marknivån. Det fanns ingen koppling till en grav eller annan konstruktion. Paxtavlan förlorade sin funktion efter reformationen och hamnade i kyrkojorden troligen som gåva vid en begravning av en präst. 

## Inskriften
Translitterering av runraden:
{IES[US] NA¶ZAʀEN[US]} ¶ re{X} iude¶orum
Normalisering till äldre fornsvenska:
{Iesus Nazarenus} re{x} Judæorum.
Översättning till nusvenska:
Jesus från Nasaret, judarnas konung.